# Adela Escartín
Adela Escartín Ayala (Santa María de Guía, Gran Canaria, 26 de octubre de 1913 - Madrid, 8 de agosto de 2010) fue una actriz, directora de escena y pedagoga española.

## Biografía

### Primeros años y educación
Adela Escartín Ayala nace en Santa María de Guía de Gran Canaria (provincia de Las Palmas) el 26 de octubre de 1913. Hija de una familia acomodada, su padre era militar. Estudia como alumna interna en París entre los años 1925 y 1933, donde comienza su afición al teatro. Tras la Guerra Civil Española, en 1943 accede al Real Conservatorio de Música y Declamación de Madrid, finalizando su formación en 1947; durante este periodo inicia su trabajo como actriz profesional en recitales de música y poesía, en la Compañía del Teatro Lara y como dama y actriz joven en las compañías de Ana María Noé y Antonio Casal.

### Estancia en Estados Unidos (1948 - 1951)
En 1948 se traslada a Nueva York, con la idea de ampliar su formación académica, cursando estudios en la Dramatic Workshop en seminarios de dramaturgia dirigidos por Erwin Piscator, cursos de actuación con los profesores Kurt Cerf y Ben Ari (Teatro de Arte de Moscú), y de dirección con Lee Strasberg. Complementa su formación con Stella Adler (interpretación), Gertrud Shur (movimiento) y diseño de vestuario en el Hunter College. En 1951 viaja a Los Ángeles, estudiando en la Universidad de California técnicas cinematográficas y en la Universidad del Sur guiones y montaje de cine.

### Estancia en Cuba (1949 - 1969)
En 1949 realiza su primer trabajo en Cuba, en la obra La Gioconda de Gabriele D'Annunzio (no se llegó a estrenar). En 1951 regresa a La Habana participando en las obras Yerma y Juana en la hoguera, de Thomas Mayer, representada esta última en la plaza de la Catedral junto a la Orquesta Sinfónica Nacional y el Ballet de Alicia Alonso. A partir de ese momento trabajará como primera actriz en Cuba en numerosos montajes teatrales como El tiempo y los Conway, Calígula (1955), Los endemoniados (basada en A Electra le sienta bien el luto, 1955), Los monstruos sagrados (Jean Cocteau) o Vidas privadas.
Comienza a compaginar sus labores de protagonista con las de directora en su propia sala teatral, Prado 260, en obras como El caso de la mujer asesinadita, Donde está la luz (R. Ferreira), Desviadero 23 (J. E. Montoro Agüero), La rebelión de las canas (Ricardo Suárez Solís) y Tembladera (J.A. Ramos).
En este mismo periodo inicia su carrera en la televisión cubana, en el canal CMQ , actuando en diferentes espacios como Gran Hotel, Estudio 15, o en series como Testigo del misterio, Sueños de mujer o Teatro de los lunes.
En 1959, tras la caída del régimen de Fulgencio Batista, se crea el Consejo Nacional de Cultura reponiéndose obras ya representadas con anterioridad por Escartín en el Anfiteatro Nacional de La Habana. Poco tiempo después se forma el Teatro Nacional (o Conjunto Dramático Nacional), donde Adela es contratada como primera figura, reestrenándose obras ya representadas por la actriz como Yerma (de la cual asume también la dirección), junto a nuevas piezas como La casa de Bernarda Alba, Electra Garrigó (Virgilio Piñera),           La madre y Un tranvía llamado deseo.
En cuanto a su labor docente, hay que destacar la aportación de nuevas técnicas al teatro cubano por parte de Escartín, en un principio en una escuela anexa al Ballet Nacional de Alberto Alonso y seguidamente en la propia sala Prado 260. Continuará esta labor en el Consejo Nacional de Cuba y en la Escuela Nacional de Arte.
De 1963 a 1970 trabaja como Profesora de Actuación y Dirección de la Escuela Nacional de Arte de Cubacanán (CNC). En 1964 dirige La gallina de Guinea, adaptación de leyendas afrocubanas, músicas y danzas del mismo origen. Otras obras en las que participa en la dirección son Casa de muñecas (1965), Romeo y Julieta (1966), Antígona (1969), Mutatis Mutandi (1969) o El metro (Leroy Jones, 1969).

### Regreso a España (1970)
En 1970 regresa a España por motivos familiares. Ese mismo año protagoniza las telenovelas Las enemigas (Radio Madrid) y ¿Quiénes son mis hijos? (Cadena SER). En los años siguientes colabora en diversos programas y series de Radiotelevisión Española: Meridiano 71 oeste (1971), Hora once (El gato negro, El coronel Chabert), Humillados y ofendidos (dirigido por Pilar Miró, 1973), Los libros: cuentos de la Alhambra (dirigida por Miguel Picazo, 1974), Papá Goriot (Jesús Yagüe, 1976), Las aventuras del hada Rebeca (1976), Cuentos y leyendas (Desde mi celda) La señora García se confiesa: accidente (1977) o La Marquesa Rosalinda (Francisco Montolío,1981).
De forma paralela retoma su actividad teatral con la obra Te juro, Juana, que tengo ganas (1974), con libreto de Emilio Carballido y adaptación y dirección de la propia Adela. En 1977 participa en el montaje de Las arrecogías del beaterio de Santa María Egipciaca y, al año siguiente, en Bodas que fueron famosas del Pingajo y la Fandanga. En el ámbito cinematográfico interviene en los largometrajes Flor de santidad (Adolfo Marsillach, 1973), El libro de buen amor (Tomás Aznar, 1975) y El hombre que supo amar (Miguel Picazo, 1978).
En el campo docente desde 1978 hasta 1982 imparte clases de interpretación en la Real Escuela Superior de Arte Dramático de Madrid (RESAD). Entre 1984 y 1987 dirige cursos de interpretación en la Sala Mirador de Madrid.
En el año 2003 recibe la medalla de la Asociación de Directores de Escena (ADE) como homenaje a su carrera. Adela Escartín falleció en Madrid el 8 de agosto de 2010. En julio de 2015 se publica Adela Escartín: mito y rito de una actriz (Juan Antonio Vizcaíno).

## Fondo Adela Escartín
En el año 2019 el Fondo Adela Escartín, compuesto por una variada documentación (libretos, material audiovisual, recortes de prensa....) recibida y producida por la actriz, directora y docente, fue depositado en el Centro de Documentación de las Artes Escénicas y de la Música (CDAEM).

## Teatro
Como intérprete
| Año  | Título                                                                | Director                   | Papel            | Producción y notas | Teatro        |
| ---- | --------------------------------------------------------------------- | -------------------------- | ---------------- | --- | ------------- |
| 1943 | El alma de las cosas de Antonio S. Larragoiti                         | Juana Azorín y Ángel Soler | Recital poético  | Compañía de Alumnos del Conservatorio |               |
| 1944 | La llama eterna de Allan Langden                                      | Jesús Tordesilla           |                  | Teatro Lara de Madrid |               |
| 1949 | La Gioconda de Gabriele D'Annunzio                                    | Andrés Castro              |                  | No se llegó a estrenar. La Habana | Sala Prometeo |
| 1950 | La dama de las camelias de Alejandro Dumas                            | Andrés Castro              |                  | La Habana |               |
| 1951 | Yerma de Federico García Lorca                                        | Andrés Castro              | Yerma            | |               |
| 1951 | Juana de Arco en la hoguera de P. Claudel y Honnegger                 | Thomas Mayer               | Juana de Arco    | Plaza de la Catedral. Junto con la Orquesta Sinfónica Nacional, Coros de la Ópera (Maestro Cshonka), Ballet de Alicia Alonso, Teatro Universitario, Coros infantiles... |               |
| 1955 | Calígula de Albert Camus                                              | Francisco Morín            |                  | |               |
| 1955 | Los endemoniados (A Electra le sienta bien el luto) de Eugene O'Neill | Francisco Morín            |                  | |               |
| 1961 | Electra Garrigó de Virgilio Piñera                                    | Francisco Morín            | Clitemnestra Pla | Producción del Teatro Prometeo para la Casa de las Américas |               |
| 1961 | La casa de Bernarda Alba de Federico García Lorca                     | Ugo Ulive                  |                  | Teatro nacional de nueva creación. |               |
| 1965 | Un tranvía llamado deseo de Tennessee Williams                        | Modesto Centeno            |                  | |               |
| 1974 | Te juro Juana que tengo ganas de Emilio Carballido                    | Adela Escartín             |                  | Adela Escartín. Estreno en el Pequeño Teatro Magallanes de Madrid |               |

Como directora: 
| Año de Estreno | Título                                                                   | Compañía                              | Reparto | Equipo técnico | Lugar de Estreno |
| -------------- | ------------------------------------------------------------------------ | ------------------------------------- | --- | --- | --- |
| 1956           | Donde está la luz de Ramón Ferreira                                      | Teatro Prado 260                      | Carlos Paulin, Maritza Rosales, Adela Escartín, Rebeca Morales, José Díaz Lastra, René Socarrás, Silvio Falcón, Mary Díaz, Aida Rodríguez, Luis Oquendo, Ricardo Navarro. Reposición de 1959: Sergio Doré, Zeida Cecilia, Adela Escartín, Lydia Hernández, Sergio Doré Jr., Frank Lorenzo, Estela Fernández, Elsa Mujica, Frank Negro, José Villoch. | Codirección: Carlos Piñeiro. Escenografía 1956: Agustín Hernández y Luis Lastra. Escenografía 1959: Julio Basora. Espacio sonoro: Petro Misner Iluminación: Celsi Ariosa                                                                                             | Sala Prado 260, La Habana, Cuba. Reposición en 1959: Anfiteatro Municipal de Cultura Marianao.                                     |
| 1957           | El caso de la mujer asesinadita de Miguel Mihura y Álvaro de la Iglesia  | Teatro Prado 260                      | Helmo Hernández, Julia Astoviza, César Carbó, Darío Cañas Abruk, Maribella García, Judith Marrero. | Codirección: Carlos Piñeiro | Sala Prado 260, La Habana, Cuba.                                                                                                   |
| 1957           | El hombre que vino a cenar de George S. Kaufman                          | Teatro Prado 260                      | Elsa Nima González, Dulce Morales, Eida Samper, Frank Rivera, Rafa Martínez, Doris Castellanos, Eloísa Castellanos, Lázaro Santana, Rogelio, Judith Marrero, Gonzalo de Mesa, Maribella García, Pedro López, Daniel Mazzorana, César Torres, Ernesto Frades, Mitch de Carlo, José Tain, José Antonio Souto, Julián Navarro, Aidée Javier, Mayra Freire, Arnaldo Villar, Carlos Gracio, José Limeres.                                                                      | Traducción: Alumnos de Prado 260 Atrezzo: La teatral y Ánimas 2008 | Sala Prado 260, La Habana, Cuba. Reposición en el Teatro del Museo de Bellas Artes promovido por el Instituto Nacional de Cultura. |
| 1957           | Un color para este miedo de Ramón Ferreira                               | Teatro Prado 260                      | Adela Escartín, Judith Marreri, Elvira Cervera, Daniel Mazzorana. Sustitución: Elsa Nima González, Anisia Díaz, Yolanda López. | Codirección: Carlos Piñeiro. Música: Enrique Urbieta Atrezzo: Le Chateau. Promovida por el Instituto Nacional de Cultura | Sala Prado 260, La Habana, Cuba.                                                                                                   |
| 1958           | La rebelión de las canas de Rafael Suárez Solís                          | Teatro Prado 260                      | | Codirección: Carlos Piñeiro. | Sala Prado 260, La Habana, Cuba. Reposición en el Palacio de Bellas Artes y en el Teatro Sauto de Matanzas.                        |
| 1958           | Arsénico para los viejos de Joseph Kesselring                            | Teatro Prado 260                      | Doris Castellanos, Rafael Lorenzo, Antonio Martínez, Elbio Luis, Carmelo de Paula, Ignacio Castro, Eida Samper, Miriam Fernández, Alejandro Iglesias, Armando Quesada, José Jerrera, Rafael Lorenzo, Arnaldo Villar. | Ayudantía de dirección: Jeddu Mascorietto. | Sala Prado 260 de La Habana, Cuba.                                                                                                 |
| 1958           | Celos de Luis Verneuil                                                   | Teatro Prado 260                      | Elsa Nima González, Daniel Mazzorana. | Codirección: Carlos Piñeiro Vestuario: Rafael Martínez Escenografía: Ayala | Sala Prado 260 de La Habana, Cuba.                                                                                                 |
| 1959           | Tembladera de José Antonio Ramos                                         | Teatro Nacional Cubano                | Estela Fernández, Enrique Montaña, Adela Escartín, Gaspar de Santelices, Zeida Cecilia, Sergio Dorez Jr., Miguel Ángel Hernández, Mary Munne, Santiago García Ortega. | Ayudante de dirección: Zeida Cecilia Escenografía: Julio Basora | Anfiteatro Municipal de Cultura Marianao, La Habana, Cuba.                                                                         |
| 1959           | La hija de Nacho de Ramón Ferrer                                         | Instituto Municipal de Cultura        | Violeta Jiménez, Carlos Paullín, Millín Márquez, Elodia Riovega, Celina Reynoso. | Versión: Adela Escartín Escenografía: Julio Basora. | Anfiteatro Municipal de Cultura Marianao, La Habana, Cuba.                                                                         |
| 1960           | Yerma de Federico García Lorca                                           | Teatro Nacional Cubano                | Adela Escartín, Miguel Navarro, Estela de la Lastra, Alfonso Issua, Mary Munne, Daisy Dorr, Miriam Mier, Damaryz Rodríguez Miyares, Cira Linares, Naida Santi, Alicia Bustamante, Olivia Alonso, Miriam Cuenca, Doris López, Rosa Ileana Boudet, Gilma Riva, Bruno Maya, Frank Lorenzo, Ernesto Morjeón, Vicente Viña, Tani Allende, Luis Legorburo, Tony de Alba, Alberto Hernández, Roberto Hernández, Pedro Fontova, Zunilda Pérez, José Luis Hernández, Óscar Martín. | Ayudante de dirección: Óscar Martín Escenografía y vestuario: Julio Matilla Coreografía: Manuel Hiram Promovida por el Ministerio de Educación | Sala Covarrubias del Teatro Nacional de Cuba.                                                                                      |
| 1964           | La gallina de Guinea de Adela Escartín a partir de leyendas afro-cubanas | Teatro Nacional Cubano                | | Dramaturgia: Adela Escartín. | Teatro Mella de La Habana, Cuba.                                                                                                   |
| 1965           | Casa de muñecas de Henrik Ibsen                                          | Conjunto Dramático Nacional           | | | Teatro Hubert de Blank de La Habana, Cuba.                                                                                         |
|                | Los padres terribles de Jean Cocteau                                     |                                       | | Creado en colaboración con la Academia de las Ciencias. | Teatro El Sótano de La Habana, Cuba.                                                                                               |
| 1969           | Mutatis Mutandis de David Campton                                        | Escuela Nacional de Arte de Cubacanán | Belén Otero, Néstor Gómez, Eugenio Hernández, Ziomarah Rivero. | Ayudantía de Dirección: Roberto Vega - Llort Producción: Narciso Meireles Escenografía: Manolo Bareriro Vestuario: Manolo Bareriro y Mérida Prado Iluminación: Héctor Lechuga Atrezzo: Romelio Aguilar y Eddy Fundora Maquilaje: Julio Díaz Peluquería: Olga Taboada | Teatro El Sótano de La Habana, Cuba.                                                                                               |
| 1969           | La curva de Tankred Dorst                                                | Escuela Nacional de Arte de Cubacanán | Jorge Losada, Roberto Cabrera, Eugenio Hernández. | Ayudantía de Dirección: Roberto Vega-Llort Producción: Narciso Meireles Escenografía: Manolo Bareriro Vestuario: Manolo Bareriro y Mérida Prado. Atrezzo: Romelio Aguilar y Eddy Fundora. Maquillaje: Julio Díaz Peluquería: Óscar Taboada                           | Teatro El Sótano de La Habana, Cuba.                                                                                               |
| 1969           | El metro de Leroy Jones                                                  | Escuela Nacional de Arte de Cubacanán | Magdaly Díez, Gerardo Fulleda León, Jorge Losada, Roberto Cabrera, Fausto Montero, Alberto Valori, Néstor Gómez, Eugenio Hernández, Héctor Álvarez, Ernesto Morejón y Roberto Vega-Llort. | Producción: Narciso Meireles Ayudantía de dirección: Roberto Vega-Llort Atrezzo: Romelio Aguilar y Eddy Fundora Maquillaje: Julio Díaz Peluquería: Óscar Taboada Escenografía: Manolo Bareriro Vestuario: Manolo Bareriro y Mérida Prado Iluminación: Héctor Lechuga | Teatro El Sótano de La Habana, Cuba.                                                                                               |
| 1974           | Te juro Juana que tengo ganas de Emilio Carballido                       | Pequeño Teatro Estudio Magallanes     | Adela Escartín, Trinidad Ruguero, Amalia Ariño, Ángela Rosal, Enrique Vivó, José María Guía y Luis G. Carreño. | Versión: Adela Escartín Ayudantía de dirección: Emilio Hernández Atrezzo: Mengibar Maquillaje: Jean d'Estrées Decorado y figurines: Elisa Ruiz Música: Pedro Ojesto Vestuario: Peris                                                                                 | Pequeño Teatro Magallanes, Madrid, España.                                                                                         |

## Cine
Como intérprete
| Año  | Título                  | Director          |
| ---- | ----------------------- | ----------------- |
| 1942 | Aventura                | Jerónimo Mihura   |
| 1944 | Altar mayor             | Gonzalo Delgrás   |
| 1963 | Crónica Cubana          | Ugo Ulive         |
| 1964 | La decisión             | José Massip       |
| 1973 | Flor de santidad        | Adolfo Marsillach |
| 1975 | El libro de buen amor   | Tomás Aznar       |
| 1978 | El hombre que supo amar | Miguel Picazo     |

## Televisión
Como intérprete
| Año  | Título                                           | Director               | Productora                   |
| ---- | ------------------------------------------------ | ---------------------- | ---------------------------- |
| 1953 | Esta es tu vida                                  | Roberto Garriga        | CMQ - TV (Canal 6)           |
| 1971 | Meridiano 71 Oeste                               |                        | TVE                          |
| 1972 | Teatro de siempre: Un sombrero de paja de Italia |                        | TVE                          |
| 1972 | Hora once: El coronel Chabert                    |                        | TVE (La 2)                   |
| 1972 | Hora once: Flores tardías                        |                        |                              |
| 1972 | Hora once: Hermann y Dorotea                     | Emilio Martínez Lázaro | TVE                          |
| 1973 | Humillados y ofendidos                           | Pilar Miró             | TVE                          |
| 1973 | Otoño Romántico                                  |                        |                              |
| 1974 | Los libros: Cuentos de la Alhambra               | Miguel Picazo          | TVE                          |
| 1974 | La gaviota                                       | Francisco Montolío     | TVE                          |
| 1974 | Hora once: El incongruente                       | Miguel Picazo          | TVE                          |
| 1974 | Entre visillos: Ep.23                            | Miguel Picazo          | TVE                          |
| 1976 | Papá Goriot                                      | Jesús Yagüe            | TVE                          |
| 1976 | Las aventuras del hada Rebeca                    | Miguel Picazo          | TVE                          |
| 1977 | Curro Jiménez: El campeón de Almería             | Mario Camus            | TVE                          |
| 1977 | Nada menos que todo un hombre                    | Francisco Montolío     | TVE                          |
| 1977 | La señorita García se confiesa: Accidente        | Adolfo Marsillach      | TVE                          |
| 1981 | La Marquesa Rosalinda                            | Francisco Montolío     | Eduardo Manzanos. TVE (La 2) |